# Diana Gibson
Diana Gibson (21 de marzo de 1915 – 12 de octubre de 1991) fue una actriz de cine estadounidense.
La hija de Mr. y Mrs. M. E. LaBie, Gibson nació como Rosemary LaBie en Chicago, Illinois. Se cambió el nombre cuando firmó un contrato con la Universal en 1935. Llegó a Los Ángeles como resultado de ganar un concurso de belleza patrocinado por la corporación teatral Balaban and Katz. Fue bailarina en clubes nocturnos antes de comenzar su carrera cinematográfica en 1935 con un papel en His Night Out, protagonizada por Edward Everett Horton e Irene Hervey. Apareció en nueve películas en 1936, cuatro de ellas sin acreditar. Actuó junto a John Wayne en la película de 1937 Adventure's End, que sería su papel más conocido. Ese año actuó en seis películas, en cinco papeles acreditados.

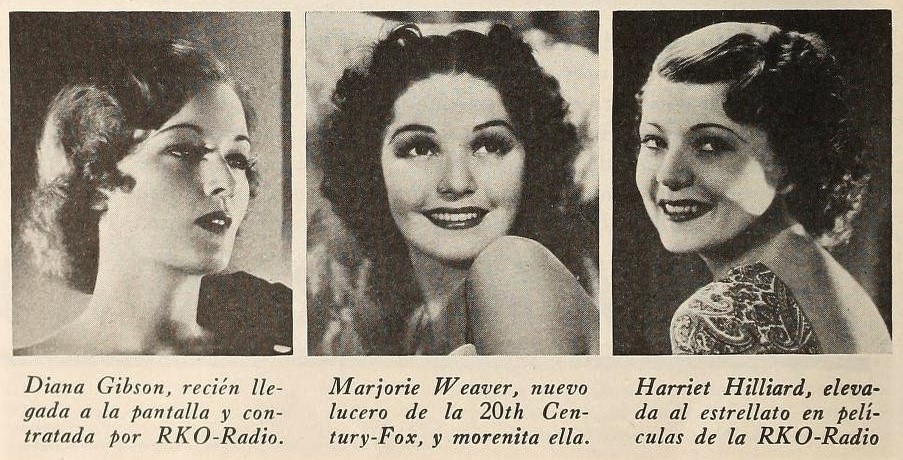
Gibson, Marjorie Weaver, y Harriet Hilliard (1937)

Sin embargo, en 1938 y 1939 su carrera fue en declive, y sólo apareció en tres películas en esos dos años; dos de sus papeles no fueron acreditados. Su último papel acreditado fue en la película de 1938 Western Welcome, protagonizada por Ray Whitley. Posteriormente se retiró del cine.
En 1954, Gibson comenzó a presentar The Talk of the Town, un nuevo programa en WLBR-TV en Lancaster, Pennsylvania. Había sido presentadora de Know Your Hospital.
Gibson estaba casada con Jack Schropp, que era actor pero más tarde se convirtió en director general de la Lebanon News Publishing Company de Pensilvania, de la que era tesorera. La pareja vivió en Key Largo, Florida, desde 1983 hasta la muerte de él en 1986. Finalmente, ella se estableció en Coral Gables, Florida, donde residía en el momento de su muerte en 1991.

## Filmografía
| Año  | Título                    | Papel                                           | Notas                 |
| ---- | ------------------------- | ----------------------------------------------- | --------------------- |
| 1935 | His Night Out             | Papel menor                                     | sin acreditar         |
| 1936 | Dangerous Waters          | Ruth Denning                                    |                       |
| 1936 | Love Before Breakfast     | Secretaria                                      |                       |
| 1936 | Nobody's Fool             | Rubia                                           |                       |
| 1936 | The Phantom Rider         | Helen Moore                                     | Serial                |
| 1936 | Postal Inspector          | Papel menor                                     | sin acreditar         |
| 1936 | Yellowstone               | Chica del cigarrillo                            | sin acreditar         |
| 1936 | Two in a Crowd            | Secretaria                                      | sin acreditar         |
| 1936 | Ace Drummond              | Azafata                                         | Serial, sin acreditar |
| 1936 | Flying Hostess            | Chica en la fiesta                              | sin acreditar         |
| 1937 | They Wanted to Marry      | Helen                                           |                       |
| 1937 | The Man Who Found Himself | Helen Richards                                  |                       |
| 1937 | Wrong Romance             |                                                 | Short                 |
| 1937 | Behind the Headlines      | Mary Bradley                                    |                       |
| 1937 | Stage Door                | Actriz                                          | sin acreditar         |
| 1937 | Adventure's End           | Janet Drew                                      |                       |
| 1938 | Go Chase Yourself         | Mujer en el vagon del restaurante               | sin acreditar         |
| 1938 | Western Welcome           | Frances Jones - la nueva propietaria del rancho |                       |
| 1939 | When Tomorrow Comes       | Camarera                                        | sin acreditar         |